# Pé na Tábua
Pé na Tábua è un film del 1958 diretto da Victor Lima.

## Trama
Petrônio guida un autobus e il suo amico Cabeleira è un collezionista di biglietti. La sorella di Petrônio, Elisa, ha bisogno di soldi per fare un intervento chirurgico e Petrônio per aiutarla si fa assumere da una società di produzione cinematografica per trasportare il cast di un nuovo film nelle sue location delle riprese. Ma il protagonista del film è minacciato da uno psicopatico, rifiutandosi di continuare il lavoro. Il produttore quindi assume Petrônio come nuovo protagonista.